# 瓦爾滕斯堡

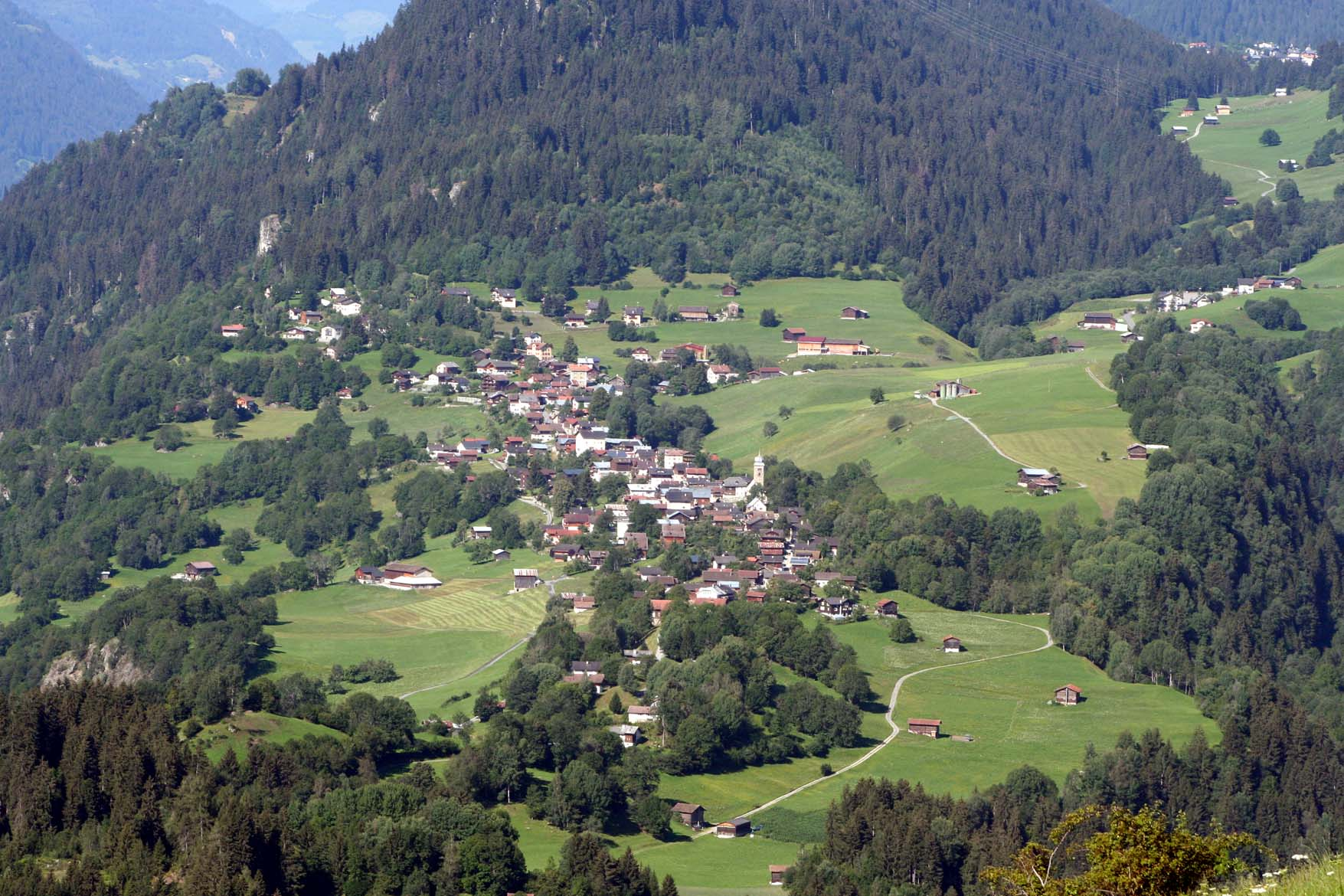

瓦爾滕斯堡是瑞士的城鎮，位於該國東部，由格勞賓登州負責管轄，面積32.31平方公里，海拔高度1,003米，2011年人口360，人口密度每平方公里11人。